# Фатима Хашим
Фатима Хашим (малайск.  Fatimah Hashim ); (25 декабря 1924,  Парит-Керома, Муар, Джохор – 9 января 2010, Куала-Лумпур) — политический и государственный деятель Малайзии, в 1969—1973 министр благосостояния, первая женщина-министр в малайзийском правительстве.

## Краткая биография
Окончила малайские школы в Парит-Керома и Мерсинге, учила английский язык в вечерней школе. Затем работала школьным учителем.
Похоронена на Кладбище героев возле Национальной мечети в Куала-Лумпуре. Единственная женщина, удостоенная такой чести.

## Политическая деятельность
Вступила в ОМНО в 1947 г. Стала активным членом женской организации джохорского отделения партии: сначала была казначеем, затем секретарем. В 1956 г., переехав вслед за мужем в Перак, стала работать в правительственном аппарате штата, затем возглавила Женскую организацию ОМНО Перака и почти одновременно Женскую организацию ОМНО всей страны (1956—1972). Это позволило ей стать одним из заместителей председателя, членом Высшего исполнительного совета, членом финансового комитета и членом Политического комитета ОМНО. Участвовала в церемонии провозглашения независимости на стадионе «Мердека» в Куала-Лумпуре 31 августа 1957 г. В 1959 г. из-за нового назначения мужа она оказалась в Кедахе и сразу же баллотировалась на всеобщих выборах, одержав победу в округе Джитра-Паданг Терап и став членом парламента. Этот успех ей удалось повторить дважды. В 1969—1973 гг. она была министром благосостояния, первой женщиной-министром в малайзийском правительстве. По её инициативе в 1962 г. было принято решение объявить 25 августа в стране женскими днем. В том же году она создала Национальный совет женских организаций, который возглавляла до 1989 г. .
В 1972 г. посетила по приглашению Комитета советских женщин Москву, где имела встречу с руководством комитета.

## Награды
- «Орден защитника королевства» и титул «Tan Sri» от Верховного правителя (1958)
- Почётный доктор правоведения Университета Малайя (1975)
- Почётный доктор педагогики Технологического университета Малайзии (2000)
- «Орден Лояльности Короне» и титул «Tun» от Верховного правителя (2003)
- Премия «Мердека» (Независимость) (2009)[4].

## Семья
- Мать Салма Абдуллах
- Отец Хашим Ахмад
- Супруг Абдул Кадир Юсуф (1915—1992) — генеральный прокурор (1963—1968) и министр юстиции (1974—1978)
- Дочь Мариам Абдул Кадир — генеральный директор Национальной библиотеки Малайзии (1989—1994)
- Сын Мохамед Шах Абдул Кадир — директор компании McDonald Malaysia
- Сын Халид Аблул Кадир (род. 1948) — почётный профессор Национального университета Малайзии
- Сын Анак Али Абдул Кадир (род. 1950) — руководитель аудиторской компании
- Сын Абдул Карим Абдул Кадир — бизнесмен
- Дочь Фарида Абдул Кадир — консультант банка

## Память
- 3 января 2003 г. в отеле «Мандарин Ориентал» (Куала-Лумпур) в присутствии премьер-министра Малайзии Махатхира Мохамада и его супруги Сити Хаснас проведена презентация книги «Тан Сри Фатимах — портрет лидера» [5].
- 19 января 2010 г. в отеле «Хилтон» (Петалинг-Джая) состоялся вечер памяти Фатимы Хашим.
- В 2016 г. её именем названа средняя школа в Джохор-Бару (Sekolah Menengah Kebangsaan Tun Fatimah Hashim).